# Frédéric Jiguet
Frédéric Jiguet, né le 16 mai 1972 à Grenoble, est un ornithologue et biologiste de la conservation français, professeur au Muséum national d'histoire naturelle de Paris. Il développe des recherches sur la migration des oiseaux et les impacts des changements globaux et des activités anthropiques. Il est membre du Conseil National de la Chasse et de la Faune Sauvage, du Comité d'Experts pour la Gestion Adaptative, du Conseil Scientifique et Technique de la Ligue pour la Protection des Oiseaux, et membre élu du Conseil Scientifique du Muséum National d'Histoire Naturelle.

## Biographie
Ingénieur agronome diplômé de l'Institut national agronomique Paris-Grignon, il obtient en 2001 à l'Université Pierre-et-Marie-Curie un doctorat en biologie sur le sujet Défense des ressources, choix du partenaire et mécanismes de formation des leks chez l'Outarde canepetière (Tetrax tetrax), une espèce menacée des plaines céréalières, sous la direction de Vincent Bretagnolle. 
Nommé maître de conférences au Muséum national d'histoire naturelle (MNHN), il rejoint le Centre de recherches sur la biologie des populations d'oiseaux (CRBPO), chargé de gérer et coordonner les activités de baguage en France. Il relance le Suivi temporel des oiseaux communs par écoute (STOC-EPS), un programme de science citoyenne permettant de produire des indices d’abondance des populations d’oiseaux communs, dont il est toujours le coordinateur scientifique. Ces données forment la matière de son premier ouvrage grand public, 100 oiseaux communs nicheurs de France, paru en 2011 chez Delachaux & Niestlé. En 2013, il accède au grade de professeur du MNHN et assure jusqu'en 2019 la direction du CRBPO.
Au sein du Centre d'écologie et des sciences de la conservation (CESCO), il se consacre en particulier à l'évolution des communautés d'oiseaux face aux changements climatiques, à la conservation des espèces rares et aux scénarios de la biodiversité. En 2013, il reçoit, aux côtés de Vincent Devictor, Romain Julliard et Denis Couvet, le prix spécial du jury La Recherche pour ses travaux sur « La réponse de la biodiversité au changement climatique : les oiseaux et les papillons sont en retard ». De 2012 à 2016, à la demande du ministère de l'Environnement, il coordonne une étude internationale sur la migration du Bruant ortolan (Emberiza hortulana) en Europe. Fondés sur l'utilisation des photomètres géo-localisateurs, les analyses d'isotopes stables et l'analyse de marqueurs génétiques, ses travaux concluent que 300 000 ortolans migrent par le sud-ouest de la France, originaires principalement de Pologne et de Scandinavie, où l'espèce est le plus en déclin,. Depuis 2015, il dirige un projet confié au MNHN par la mairie de Paris visant à baguer les corneilles noires (Corvus corone) parisiennes pour suivre leurs déplacements.
Il a décrit deux sous-espèces de Goéland dominicain, nommées en l'honneur de son épouse et de sa fille, Larus dominicanus judithae Jiguet 2002 et Larus dominicanus melisandae Jiguet 2002, que l'on rencontre respectivement sur les îles subantarctiques de l'océan Indien et à Madagascar.

## Ouvrages
- 100 oiseaux communs nicheurs de France, Delachaux & Niestlé, 2011  (ISBN 978-2-603-01761-6)
- La sonothèque du Muséum. Les oiseaux de France, les passereaux, avec Fernand Deroussen, coffret de 5 CD, Chiff-Chaff, ONF et Muséum national d'Histoire naturelle, 2012
- 100 oiseaux rares et menacés de France, Delachaux & Niestlé, 2012  (ISBN 9782603018125)
- 100 oiseaux des parcs et jardins, Delachaux & Niestlé, 2012  (ISBN 978-2-603-01824-8)
- À la découverte des oiseaux, avec Delphine Zigoni (illustratrice), Dunod, 2012  (ISBN 978-2-10-057260-1)
  - traduit en chinois sous le titre 探索發現：鳥類, Shanghai Science and Technology Press, 2016  (ISBN 9787547830000)
- Chants d'oiseaux. 170 oiseaux de nos régions à découvrir et à entendre de Jan Pedersen & Lars Svensson, avant-propos, traduction et compléments, Larousse, 2012  (ISBN 978-2-03-587204-3)
- 100 oiseaux de l'hiver, Delachaux & Niestlé, 2013  (ISBN 978-2-603-01861-3)
- Carnets secrets d’un ornithologue de Robert-Daniel Etchécopar, commentaires, Larousse, 2013  (ISBN 978-2-03-587892-2)
- Tous les oiseaux de France de Belgique, de Suisse et du Luxembourg, avec Aurélien Audevard, Delachaux & Niestlé, 2014 (2e édition 2020  (ISBN 9782603027691)
- 100 animaux des montagnes, avec Benoît Fontaine, Delachaux & Niestlé, 2014  (ISBN 978-2-603-02008-1)
- Parades et parures. Quand l'oiseau veut séduire, avec l'agence Biosphoto (photographies), Glénat, 2014  (ISBN 978-2-344-00316-9)
- Tous les oiseaux rares d'Europe, avec Aurélien Audevard, Delachaux & Niestlé, 2014  (ISBN 978-2-603-02444-7)
- Tous les oiseaux d'Europe, avec Aurélien Audevard, Delachaux & Niestlé, 2016 (2e édition 2023)  (ISBN 9782603029923)
  - traduit en espagnol sous le titre Todas las aves de Europa par Jordi Font, Omega, 2016  (ISBN 978-84-282-1643-2)
  - traduit en italien sous le titre Tutti gli uccelli d'Europa par Luca Artoni, Chiara Greco et Marco Gustin, Ricca, 2016  (ISBN 9788866940357)
  - traduit en néerlandais sous le titre Alle vogels van Europa par Ger Meesters, Knnv Uitgeverij, 2016  (ISBN 9789050115940)
  - traduit en danois sous le titre Alle Europas fugle par Laila Flink Thullesen, Gyldendal, 2016  (ISBN 9788702196542)
  - traduit en anglais sous le titre Birds of Europe, North Africa, and the Middle East, a Photographic Guide par Tony Williams, Princeton University Press, 2017  (ISBN 978-0-691-17243-9)
- Le petit Larousse des oiseaux de France & d'Europe, avec Aurélien Audevard, Larousse, 2016  (ISBN 978-2-03-589875-3)
- Les Laridés du paléarctique occidental. Guide d'identification des mouettes et des goélands, avec Peter Adriaens, Mars Muusse et Philippe J. Dubois, Delachaux & Niestlé, 2021  (ISBN 9782603026601)
- La Femme corneille de Geoffrey Le Guilcher et Camille Royer, postface, Futuropolis, 2023  (ISBN 9782754831987)
- Vivent les corneilles, Actes Sud, coll. « Mondes sauvages », 2024  (ISBN 978-2-330-18561-9)

Il a également traduit de l'anglais Le Guide expert de l'ornitho. Pour éviter les pièges de l'identification de Keith Vinicombe, Alan Harris et Laurel Tucker (2014), ainsi que le Guide photo des grands mammifères d'Afrique de Mathilde Stuart et Chris Stuart (2016), tous deux parus chez Delachaux & Niestlé.